# 間期 (細胞分裂)

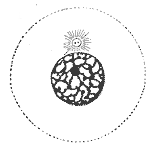
間期のイラスト。クロマチンはまだ凝縮しておらず、細胞は通常の機能を行っている。

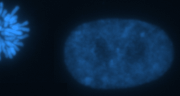
間期の細胞 (HT1080) の核の画像 (おそらくG1期) 。画像はDNAをDAPIで染色して光学顕微鏡で撮影されたものであり、この細胞や左上の有糸分裂終期の細胞の細胞質は見えていない。

間期（かんき、英: Interphase）とは、一般的な細胞がそのほとんどの期間を過ごす細胞周期の段階である。間期の間に、細胞は有糸分裂に備えてDNAを複製する。間期は、細胞にとって「日常生活」または代謝を行う期間であり、栄養素を獲得して代謝し、成長し、DNAを読み取り、他の「正常な」細胞機能を行う。真核細胞の大部分は、そのほとんどを間期に過ごす。間期は以前は resting phase (休止期/静止期) と呼ばれていた。しかし、間期は細胞が単に休止している状態ではなく、むしろ細胞は活発であり、後の細胞分裂に備えている状態であるため、名称が変更された。ありがちな誤解としては、間期は有糸分裂の最初の段階であるというものがある。しかし、有糸分裂は核の分裂であるので、前期が実際の最初の段階である。
間期では、細胞は有糸分裂や減数分裂に備える。体細胞 (体の通常の二倍体細胞) は細胞分裂によって自己複製を行うために有糸分裂を行い、二倍体の生殖細胞（精母細胞や卵母細胞）は有性生殖のための一倍体の配偶子（精子や卵）を作り出すために減数分裂を行う。

## 間期の段階
間期には3つの段階があり、それぞれの段階の終了時には、次の段階へ進行する前に細胞周期チェックポイントがその段階の完了を確認する。間期の段階は次のようなものである。
- G1期 (Gap 1) には、細胞が成長し通常の機能を行う。この期間には、大量のタンパク質合成が起こり、細胞が（元のサイズの約2倍に）成長する。より多くの細胞小器官が産生され、細胞質の体積が増加する。細胞が再び分裂を行わないときには、G0期へ移行する[3]。
- S期 (Synthesis) には、細胞がDNAを合成し、染色体数が (半保存的複製によって) 2倍になる。
- G2期 (Gap 2) には、細胞が分裂に備えて成長を再開する。ミトコンドリアが分裂し、細胞は有糸分裂が始まるまで成長し続ける。植物では葉緑体もG2期に分裂する。
- 加えて、頻繁に分裂しない一部の細胞はG0期と呼ばれる段階に移行する。これは間期とは異なる段階であることもあるし、G1期の延長であることもある。

間期、そして間期の各段階に費やす期間はさまざまであり、細胞種と生物種の双方に依存する。哺乳類の成体の大部分の細胞の間期は約24時間であり、細胞周期の90–96%に相当する。

## 細胞過程と間期

### 間期と細胞周期
G2期が完了すると、細胞は核の分裂 (有糸分裂) と細胞の分裂 (細胞質分裂) が行われる比較的短い期間に突入する。有糸分裂と細胞質分裂の完了の後、娘細胞は再び間期のG1期へ進行する。
細胞周期において、間期はM期の終期と細胞質分裂に引き続いて進行する。代わりに、間期はG0期によって中断されることもあり、ある環境ではG0期の終了後に間期の残りの段階が進行する。間期の最終チェックポイントであるG2チェックポイントの完了に成功すると、有糸分裂の最初の段階である前期、または植物では"preprophase"へと進行する。
G0期は、細胞が分裂も分裂への準備も行わないG1期の延長として、またはそれとは異なる細胞周期外の静止期 (quiescent stage) として捉えられる。

### 間期と他の細胞過程
配偶子形成の過程では、間期に引き続いて減数分裂が起こる。プログラム細胞死の過程では、アポトーシスが間期に続いて起こるか、または間期を阻止して進行する。